# عرن دقيق
العرن الدقيق (باللاتينية: Hypericum nanum) نوع نباتي ينتمي إلى جنس العرن من الفصيلة العرنية.

## الموئل والانتشار
موطنه بلاد الشام.